# チロルSバーン
チロルSバーン (ドイツ語: S-Bahn Tirol) はインスブルック市とチロル州で運営される通勤列車システムである。利用客は1日当たり約40000人である。

## 路線と運行形態

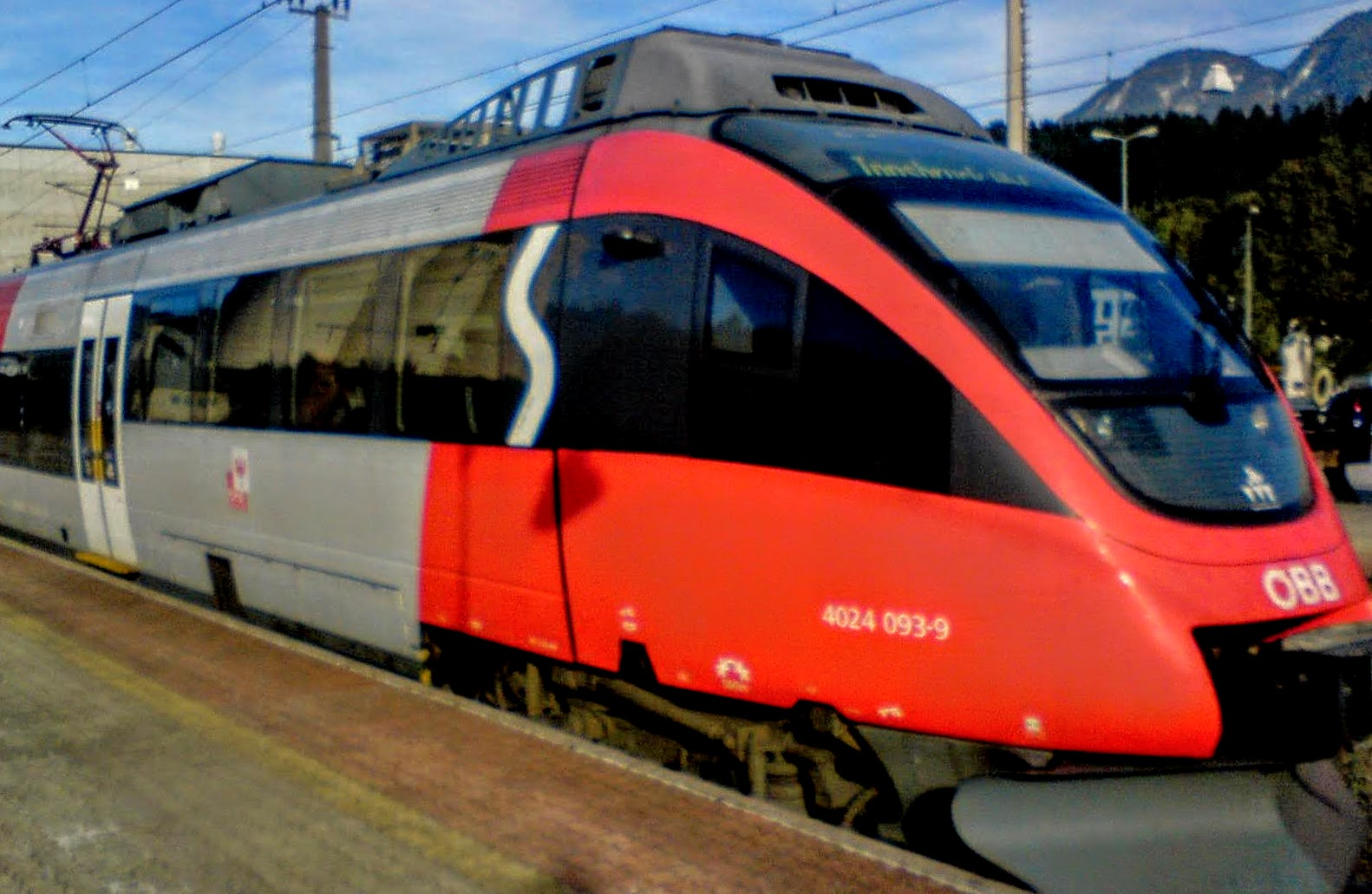
キルヒビヒル駅に停車する新しいロゴのタレント電車

2020年12月、定期時刻表変更の以来七つの路線は次のように運営されている。Sバーン列車運行は快速列車（REX-Züge）の運行で補完・強化される場合が多い。
| 系統 | 運行経路 | 関連鉄道路線               | 基本配車間隔 |
| ---- | --- | -------------------------- | ------------ |
| S 1  | シュピタール＝ミリシュテッターゼー - ニコルスドルフ - ドェルザッハ - リエンツ                                                                               | ドラウ谷線                 | 60分         |
| S 2  | リエンツ - タール - ミッテヴァルト（ドラウ）- アプファルタースバッハ - ジリアン - ヴェルシアコ・エルモ - サン・カンディド                                   | ドラウ谷線                 | 60分         |
| S 3  | ブレンネロ - シュタイナッハ・イン・チロル - インスブルック                                                                                                  | ブレンナー線               | 30分/60分    |
| S 4  | クーフシュタイン - ヴェルグル - イェンバッハ - ハル・イン・チロル - インスブルック - テルフス＝プファフェンホーフェン - エッツタール                        | 下イン谷線、アールベルク線 | 30分         |
| S 6  | インスブルック - インスブルック西駅 - ホッホツィアル - ライト - ゼーフェルト（チロル） - シャーニッツ - ミッテンヴァルト - ガルミッシュ＝パルテンキルヒェン | ミッテンヴァルト線         | 60分         |
| S 7  | ガルミッシュ＝パルテンキルヒェン - グリーゼン - レルモース - ビヒルバッハ＝ヴェルヴァング - ロイテ - フィルス市街 - プフロンテン・シュタイナッハ            | アウサーフェルン線         | 60分         |
| S 8  | ヴェルグル - ヴェステンドルフ - キルヒベルク（チロル）- キッツビュール - 聖ヨハン（チロル）- ホッホフィルツェン                                             | ザルツブルク - チロル線    | 60分/120分   |

チロル州を通行する普通列車および快速列車は次のように運用されている。
| 系統 | 運行経路 | 関連鉄道路線            | 基本配車間隔 |
| ---- | --- | ----------------------- | ------------ |
| REX1 | ランデクス＝ツァムス - シェンビース - イムスト＝ピツタール - エッツタール - テルフス＝プファフェンホーフェン - インスブルック | アールベルク線          | 60分         |
| REX2 | クーフシュタイン - ヴェルグル - イェンバッハ - ハル・イン・チロル - インスブルック | 下イン谷線              | 60分         |
| REX3 | ヴェルグル - ブリクセン・イム・ターレ - キッツビュール - ホッホフィルツェン - レオガング - ザールフェルデン - ツェル・アム・ゼー - シュヴァルツアッハ＝聖ファイト - ザルツブルク                                                                                    | ザルツブルク - チロル線 | 60分/120分   |
| ZB1  | マイルホーフェン（ツィラータール） - ラムザウ（ツィラータール）＝ヒッパッハ - ツェル（ツェラー） - アシャウ（ツィラータール） - カルテンバッハ＝シュトゥム（ツィラータール） - フューゲン＝ハルト（ツィラータール） - シュトラース（ツィラータール） - イェンバッハ | ツィラータール鉄道      | 30分         |

### 下インタールおよびアールベルク路線
S1列車はテルフス＝プファフェンホーフェン - クーフシュタイン区間を60分間隔で通行する。S2列車はテルフス＝プファフェンホーフェン - イェンバッハ区間でS1列車と順々に運行され、その区間の運行間隔は30分となる。その他この系統はルフス＝プファフェンホーフェン - エッツタール区間でも運営される。S2路線は平日に運営されて、日曜日と祝日には快速列車がその区間で各駅に停車する。S1とS2の一部列車は早い朝や深夜に補助列車としてエッツタール - ランデク＝ツァムス区間で運行されているが、その区間はほとんどの場合快速列車の運行区間である。
2020年12月にS1系統はS4系統に、S2系統はS5系統にそれぞれ改称された。

### ブレンナー路線
S4列車はブレンネロ - インスブルック区間で趣向して、一部列車は快速列車に転換されヴェルグル方面へ続いて走行する。その列車は1日2往復でアールベルク線の上でもフォェルス或いはツィアルまで走行する。S3系統はS4の補助路線で、列車は平日にはシュタイナッハ・イン・チロルからインスブルック中央駅まで、月曜日から金曜日までの通勤時間帯にはハルまで走行する。S3系統はS4系統はインスブルック - シュタイナッハ・イン・チロル区間で合わせて30分間隔通行を形成している。インスブルック - ハル・イン・チロル区間では、月曜日から金曜日まで、列車は15分間隔で走行し、4番目の列車は下イン谷線の快速列車である。パーチ駅とウンターベルク・シュテファンブリュッケ駅には列車1・2編だけ停車する。
2020年12月に両系統はS3に統合された。またブレンナー路線の列車は続いて下イン谷線にS4、S5、REX2として走行する。

### ミッテンヴァルト路線
S5列車はミッテンヴァルト線でゼーフェルト・イン・チロルを経てシャーニッツまで2時間間隔で運行された。運行間隔はインスブルック - ゼーフェルト・イン・チロル区間で、月曜日から金曜日まで、60分に緊密となった。ミュンヘン行き快速列車はインスブルック - シャーニッツ区間の各駅で停車して、2時間間隔で走行した。
2020年12月にS5系統はS6系統に変更され、ミュンヘン行き快速列車もこの系統に統合された。その故に平日の運行間隔は60分となった。

### ザルツブルク - チロル路線
2009年12月13日よりザルツブルク - チロル線の普通列車系統もSバーン系統としてヴェルグル - ザールフェルデン区間で運営開始された。大部分の列車は続いて、快速列車として、ザルツブルク中央駅まで運行される。2016年12月定期時刻表変更でS6列車は、少ない列車編を除いて、ホッホフィルツェンまで走行する。
2020年12月にS6系統はS8系統に変更された。REX3系統はヴェルグル - シュヴァルツアッハ＝聖ファイト区間に60分間隔で走行する。

## 歴史
2007年12月最初の路線として先ずハル・イン・チロル - インスブルック中央駅 - テルフス＝プファフェンホーフェン区間が30間隔運行で連結された。翌年12月に2番目の分岐路線はブレンナー線の上でSバーンとして運営開始された。ヴィップ谷に位置するインスブルックの近郊地域は30分の列車運行間隔で互いに連結された。インスブルック中央駅、西駅、他の駅には2007年からSバーンのロゴが掛かっていたが、2008年12月から時刻表にはSバーンという名称が表示された。
2007年と2008年には連邦鉄道路線網開発有限会社 (ÖBB Netz- und Streckenentwicklung GmbH) の業務により企画事務所は可能な停車駅新設を設計し、計画通り実行した。そして鉄道コンサルティング会社はSバーンの模擬運営を実施した。2009年12月にS1からS5までの系統名は定期時刻表変更と共に導入された。
2013年12月にはS2系統は下イン谷の高速線の開通でイェンバッハまで延伸された。2015年12月から深夜Sバーン列車の運行がクーフシュタイン - インスブルック区間で開始された。2017年12月深夜列車の区間がランデクまで延伸され、2編の深夜バース路線が廃止された。
一方三つのSバーン駅の新設と二つのミッテンヴァルト線の移転が2013年に計画された。2016年3月計画の変更としてハル・タウル駅の新設だけ採択され、2017年12月ハル・タウル駅が開業された。2023年9月に4748形電車が快速列車路線に投入されて、2024年5月にはSバーン路線にも導入される予定である。

## 車両
Sバーンの電車は連邦鉄道によって運営される4024形電車である。他にはシティー・シャトルの名称の制御客車と電気機関車が部分的に投入されている。